# Loir i Cher
Loir i Cher (41) (antigament Lori i Xer, Loir-et-Cher en francès) és un departament francès que pren el seu nom dels rius homònims.

## Història
Loir i Cher és un dels vuitanta-tres departaments originals creats durant la Revolució Francesa, el 4 de març de 1790 (en aplicació de la llei del 22 de desembre de 1789). Va ser creat a partir d'àrees pertanyents a les antigues províncies de l'Orleanès i Turena.

## Política
L'any 2004, el diputat Maurice Leroy (UDF) va ser elegit president del Consell General de Loir i Cher.
Les principals atribucions del Consell General són votar el pressupost del departament i escollir d'entre els seus membres una comissió permanent, formada per un president i diversos vicepresidents, que serà l'executiu del departament. Actualment, la composició política d'aquesta assemblea és la següent:
- Partit Socialista (PS): 9 consellers
- No-adscrits de dreta: 9 consellers
- Unió per un Moviment Popular (UMP): 6 consellers
- Unió per a la Democràcia Francesa (UDF): 5 consellers
- No-adscrits d'esquerra: 1 conseller